# Channel-Port aux Basques
Channel-Port aux Basques – miasto w Kanadzie, w prowincji Nowa Fundlandia i Labrador. Leży na południowo-zachodnim krańcu Nowej Fundlandii. Zostało utworzone w latach 70. XX wieku w wyniku połączenia dotychczasowych miast Port aux Basques, Channel, Grand Bay i Mouse Island.
Liczba mieszkańców Channel-Port aux Basques wynosi 4319. Język angielski jest językiem ojczystym dla 98,6%, francuski dla 0,2% mieszkańców (2006).